# فيهرين ساندانسكي
فيهرين ساندانسكي (بالبلغارية: ОФК Вихрен)‏ هو نادي كرة قدم بلغاري تأسس في 1925 ، يقع مقره الرئيسي في ساندانسكي، ويلعب في دوري الدرجة الثانية للمحترفين البلغاري ‏.

## وصلات خارجية
- الموقع الرسمي